# Gerhard Lenz (Unternehmensberater)

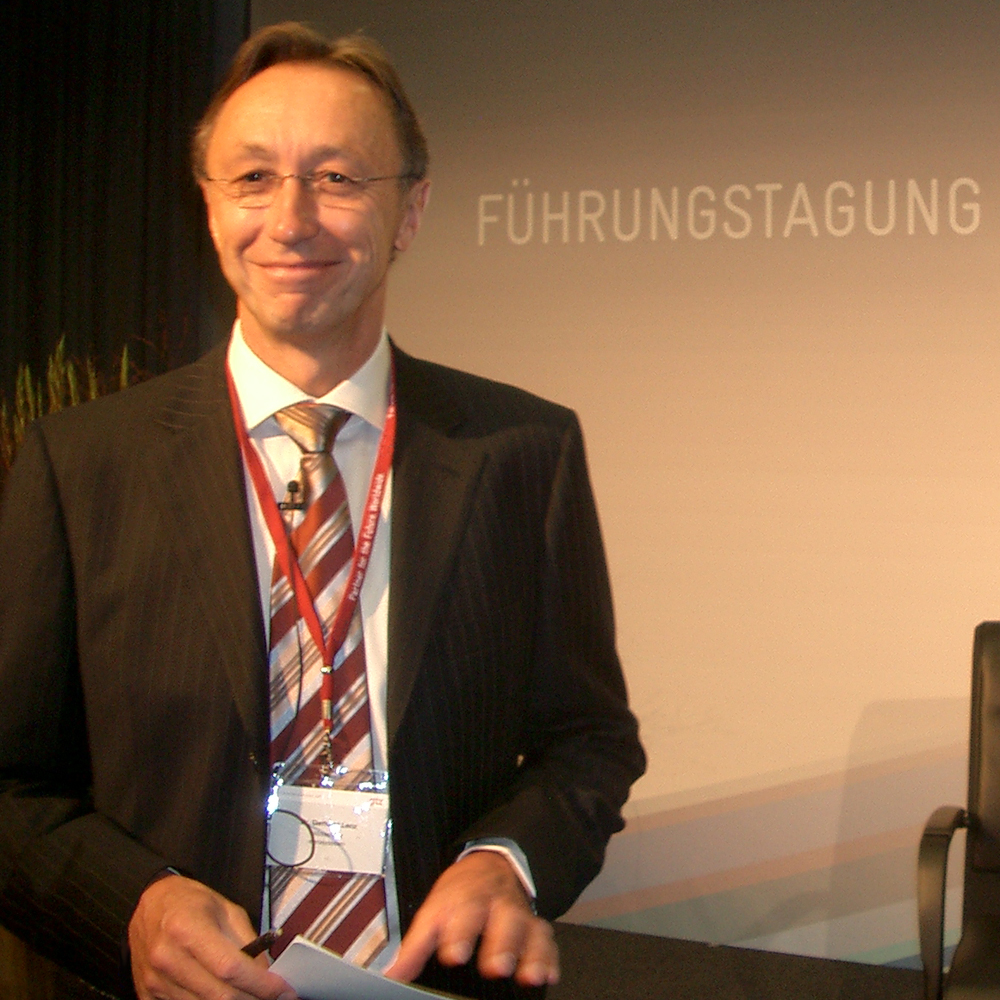
Gerhard Lenz

Gerhard Lenz (* 1950 in Wuppertal) ist ein deutscher Organisationsberater, Moderator und Coach sowie Autor von Sachbüchern.

## Werdegang
Gerhard Lenz wuchs in Wuppertal auf und studierte Medizin an der Universität Heidelberg. Dort wurde er zum Dr. med. promoviert. Nach dem Studium war er zunächst als Arzt in einer psychosomatischen Klinik tätig. Gleichzeitig ließ er sich in Weinheim, Mailand und Kalifornien zum Familientherapeuten weiterbilden. Von 1982 bis 1991 war er selbst Ausbilder im Institut für Familientherapie in Weinheim.
Ab 1985 war Gerhard Lenz Inhaber des Weiterbildungsinstituts Weiterbildung Dr. Gerhard Lenz in Zürich. Gemeinsam mit Gisela Osterhold und Heiner Ellebracht führte er zwischen 1985 und 1991 eine Praxis für Familientherapie in Heidelberg, gründete 1989 das europäische Netzwerk eurosysteam und 1991 die systemische Organisations- und Unternehmensberatung eurosysteam GmbH.
Seine Tätigkeitsschwerpunkte liegen seitdem in der Beratung, Planung, Durchführung und Steuerung von Veränderungs-Großprojekten  in Unternehmen und Organisationen, in der strategischen Beratung des Top-Managements in Unternehmen und Organisationen sowie als Unternehmensberater in den Themen Innovation und Komplexität.
In seinen Publikationen stellt Gerhard Lenz Instrumente, Werkzeuge und Anwendungsfelder der systemischen Unternehmens- und Organisationsberatung vor.

## Veröffentlichungen
- Gerhard Lenz / Heiner Ellebracht / Gisela Osterhold: Vom Chef zum Coach – der Weg zu einer neuen Führungskultur, Gabler Verlag, Wiesbaden 1998, ISBN 978-3409189958
- Gerhard Lenz / Gisela Osterhold / Heiner Ellebracht: Erstarrte Beziehungen – heilendes Chaos. Einführung in die systemische Paartherapie und -beratung, Herder Verlag, Freiburg, Basel, Wien, 2000, ISBN 3-451-04876-0
- Gerhard Lenz / Gisela Osterhold / Heiner Ellebracht / Haja Molter: Wenn ich wollte, könnte ich. Systemische Praxis – Erfahrungen und mögliche Beschreibungen, in: Haja Molter, Gisela Osterhold (Hrsg.): Systemische Suchttherapie. Entstehung und Behandlung von Sucht und Abhängigkeit im sozialen Kontext, 2., völlig neu bearbeitete und erweiterte Auflage, Asanger Verlag, Heidelberg, 2003, ISBN 978-3893343997, 187–201.
- Gerhard Lenz / Heiner Ellebracht / Gisela Osterhold: Coaching als Führungsprinzip. Persönlichkeit und Performance entwickeln, Gabler Verlag, Wiesbaden 2007, ISBN 978-3-8349-0522-2
- Heiner Ellebracht / Gerhard Lenz / Gisela Osterhold: Systemische Organisations- und Unternehmensberatung. Praxishandbuch für Berater und Führungskräfte, 4., überarbeitete Auflage, Gabler Verlag, Wiesbaden 2011, ISBN 978-3-8349-2839-9